# Lebak (Grobogan)
Lebak is een bestuurslaag in het regentschap Grobogan van de provincie Midden-Java, Indonesië. Lebak telt 8828 inwoners (volkstelling 2010).